# Aval a primera demanda
Por el contrato de aval a primera demanda, también llamado aval a primer requerimiento, por lo general, unilateral y oneroso, el garante (avalista), que es profesional (banco, caja de ahorros, entidad de crédito o cía de seguros) garantiza la prestación (deuda), o la apariencia de deuda, de su mandante, obligándose a pagar al beneficiario del aval una cantidad de dinero, a modo de indemnización, cuando el beneficiario notifique al avalista, de modo formal, con independencia del hecho previamente pactado normalmente ligado a la obtención de una determinada prestación, o un cierto resultado económico derivado de su relación jurídica descrita en el aval. Esto es, se trata de una garantía independiente y desligada del contrato garantizado, que despliega sus efectos por la simple notificación del incumplimiento del deudor, sin que sea exigible la demostración de que este ha ocurrido efectivamente.
La solicitud del pago del aval puede efectuarla el beneficiario de manera objetiva o independiente del negocio garantizado, de modo que el avalista se verá obligado a pagar sin cuestionar nada. Será luego el avalado el que exija responsabilidad al beneficiario que hubiera abusado al exigir el pago al avalista sin que se diera la situación de hecho comprometida en el aval.
El «aval a primer requerimiento» o, como lo denomina la doctrina italiana, «contrato autónomo de garantía», «contrato de garantía pura» o «incondicionada», es una institución jurídica, una figura contractual, de construcción exclusivamente doctrinal, que históricamente surgió en la doctrina alemana, como garantía destinada a conferir seguridad jurídica al comercio exterior. En Alemania entonces todo ello dio lugar a las cláusulas contractuales denominadas garantieverträg, o contrato autónomo de garantía, en las que se excluye por completo el carácter accesorio de dicha garantía. En España, se aceptó por la jurisprudencia, la primera vez, en sentencia del Tribunal Supremo de fecha 14 de noviembre de 1989.
Para ese ámbito del comercio exterior, la Cámara de Comercio Internacional publicó unas Reglas Uniformes sobre Garantías Contractuales, en las que se alude asimismo a las garantías a primera demanda.